# Guillaume Boichot
Guillaume Boichot fue un escultor francés, nacido en Chalon-sur-Saône en 1735 y fallecido en París en 1814.

## Datos biográficos
Es conocido por los relieves de los derechos humanos sobre la puerta del Panteón (París), los ríos del Arco de Triunfo del Carrusel , y la estatua de San Roque. Su estilo es similar al de Jean Goujon .
Guillaume Boichot fue Académico (1795-1814), Clase de Literatura y Bellas Artes (División de Escultura), Clase de Bellas Artes.

## Obras

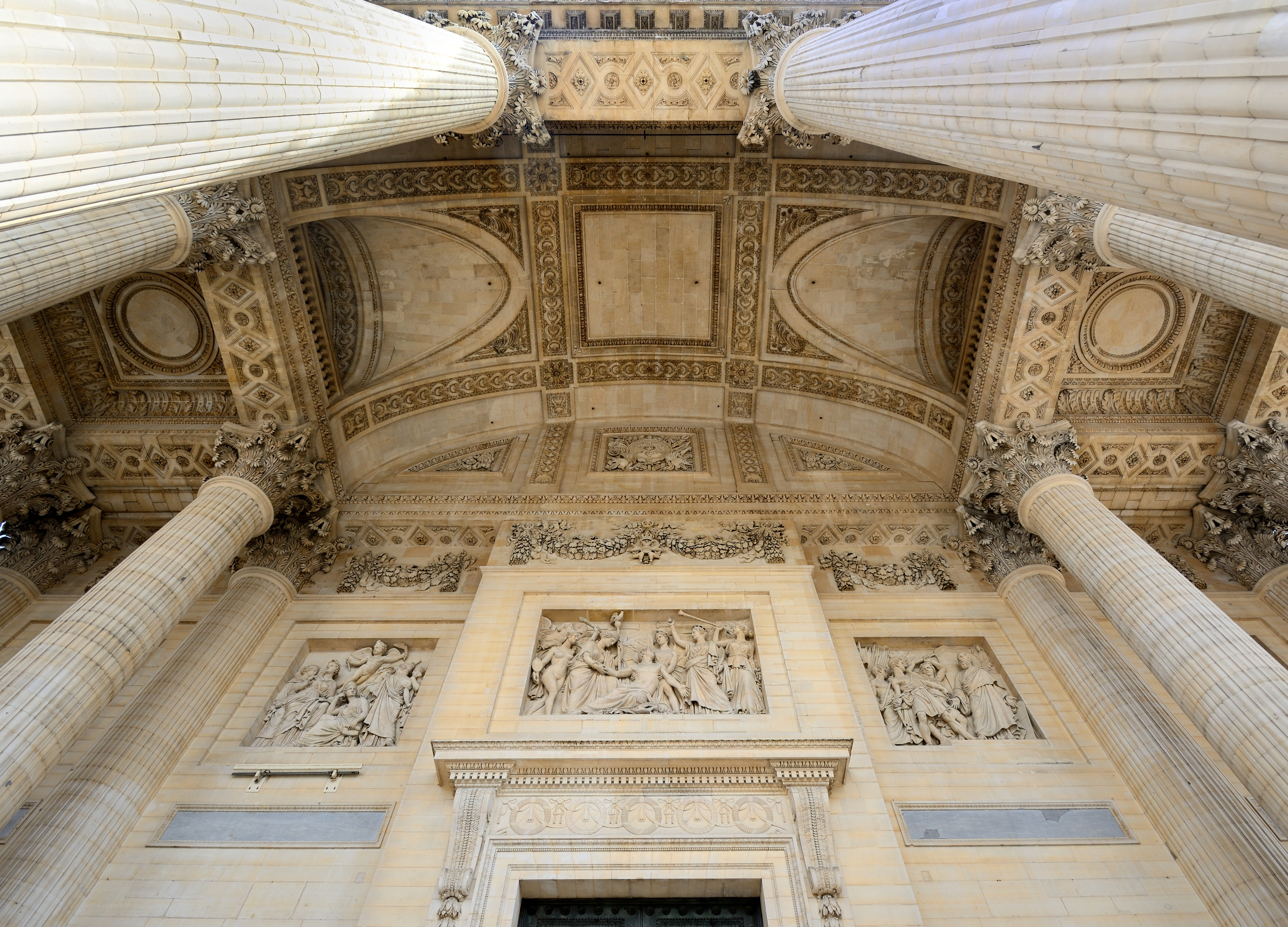
Peristilo del Panteón, Paris.

Entre las mejores y más conocidas obras de Guillaume Boichot se incluyen las siguientes:
- Los derechos del hombre - les droits de l'homme, bajorrelieves por encima del peristilo del Panteón (París)
- Ríos - Fleuves , bajorrelieves del Arco de Triunfo del Carrusel
- Río dormido mirando hacia la derecha - Fleuve endormi tourné vers la droite (Louvre) (Louvre)[2]
- Jarrón decorado con motivos funerarios , terracota (Louvre)[2]
- La Historia de Heródoto, la historia griega de Theucydide, Jenofonte ... (dibujo)
- Bacanal - Bacchanale (dibujo) (Louvre)[2]
- Alegoría a la gloria del Primer Cónsul presentada en el escudo

Allégorie à la gloire du Premier Consul porté sur le pavois(dibujo) (Museo Nacional de los castillos de Malmaison y Bois-Préau)
- busto de Miguel Ángel a partir de Battista Lorenzi (Louvre).[2]
- busto del ingeniero y arquitecto Émiland Gauthey (Musée Vivant Denon) Chalon-sur-Saône.